# 拜科努尔航天发射场
拜科努尔航天发射场（羅馬化：Kosmodrom Baykonur，羅馬化：Bayqoñır ğarış aylağı），又譯貝科奴太空發射場，是位於哈萨克斯坦西南部克孜勒奥尔达州的航天发射中心，為世界第一座、也是規模最大的太空發射中心。啟用於1955年6月2日，最初是前苏联的航天器发射场和导弹试验基地，蘇聯解體後同時由俄羅斯航太（Roscosmos）與俄羅斯航空太空軍使用。其名「拜科努爾」原是卡拉干達州境內的礦業城鎮，蘇聯政府為對外人誤導該基地的正確位置，因而使用此名，而原来的拜科努尔村同样也建有仿制的航天发射中心，直到1970年代拆除。場內擁有13个发射台，可以发射载人航天器、大型运载火箭、航天飞机及多种导弹。拜科努爾航天發射場在建成後即成為蘇聯太空計畫的主要作業基地，世界第一顆人造衛星史普尼克1號、承擔史上首次載人太空任務的東方一號太空船、以及美國停止太空梭計畫後為國際太空站服務的載人太空船，均是從此發射的；此外，俄羅斯從蘇聯時期至今的所有載人太空船，也都是從此發射的。現在發射場土地由俄羅斯向哈薩克斯坦租借使用，雙方合約由1994年簽至2050年。俄羅斯也計劃將此部分的太空載具發射工作轉移至位於俄羅斯境內的东方航天发射场。

## 历史

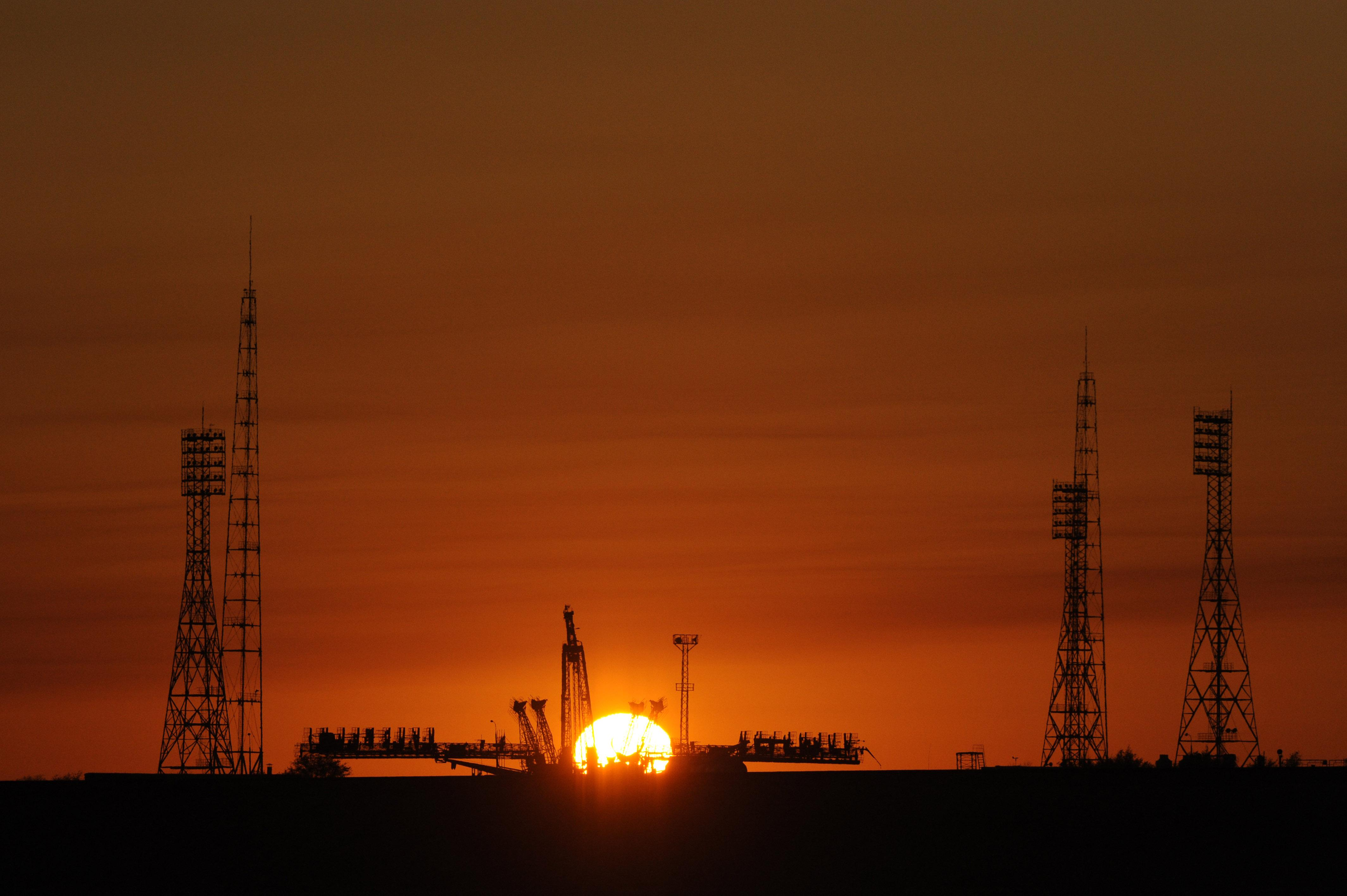
聯合號運載火箭酬載聯盟號太空船（聯盟TMA-13任務），在拜科努尔航天发射场的1/5號發射台準備發射（攝於2008年10月10日）

- 1957年10月4日，苏联在此发射了世界上第一颗人造地球卫星“史普尼克1號”。
- 1961年4月12日，苏联宇航员尤里·加加林乘坐“東方一號”载人飞船，从这里出发进台入太空，成为世界第一位宇航员。該次任務使用的1號發射台，日後被暱稱為「加加林啟航處」。
- 1963年6月16日，苏联宇航员瓦莲京娜·捷列什科娃驾驶的東方六號飞船飞向太空，成为世界第一位女宇航员。
- 1969年2月11日起，N1火箭試射共4次，但完全失敗。
- 1971年4月19日，苏联在此发射人类第一个空间站“礼炮1号”。
- 1988年11月15日，苏联第一架航天飞机“暴风雪号”在这里发射。
- 1998年11月20日，國際太空站的第一个舱体“曙光號功能貨艙”在“质子-K”火箭的携带下在这里升空。
- 2011年11月8日，中國火星探測器“萤火一号”由“天頂-2運載火箭”攜帶升空，但探測器未能成功变轨，未能完成任務。

## 圖像

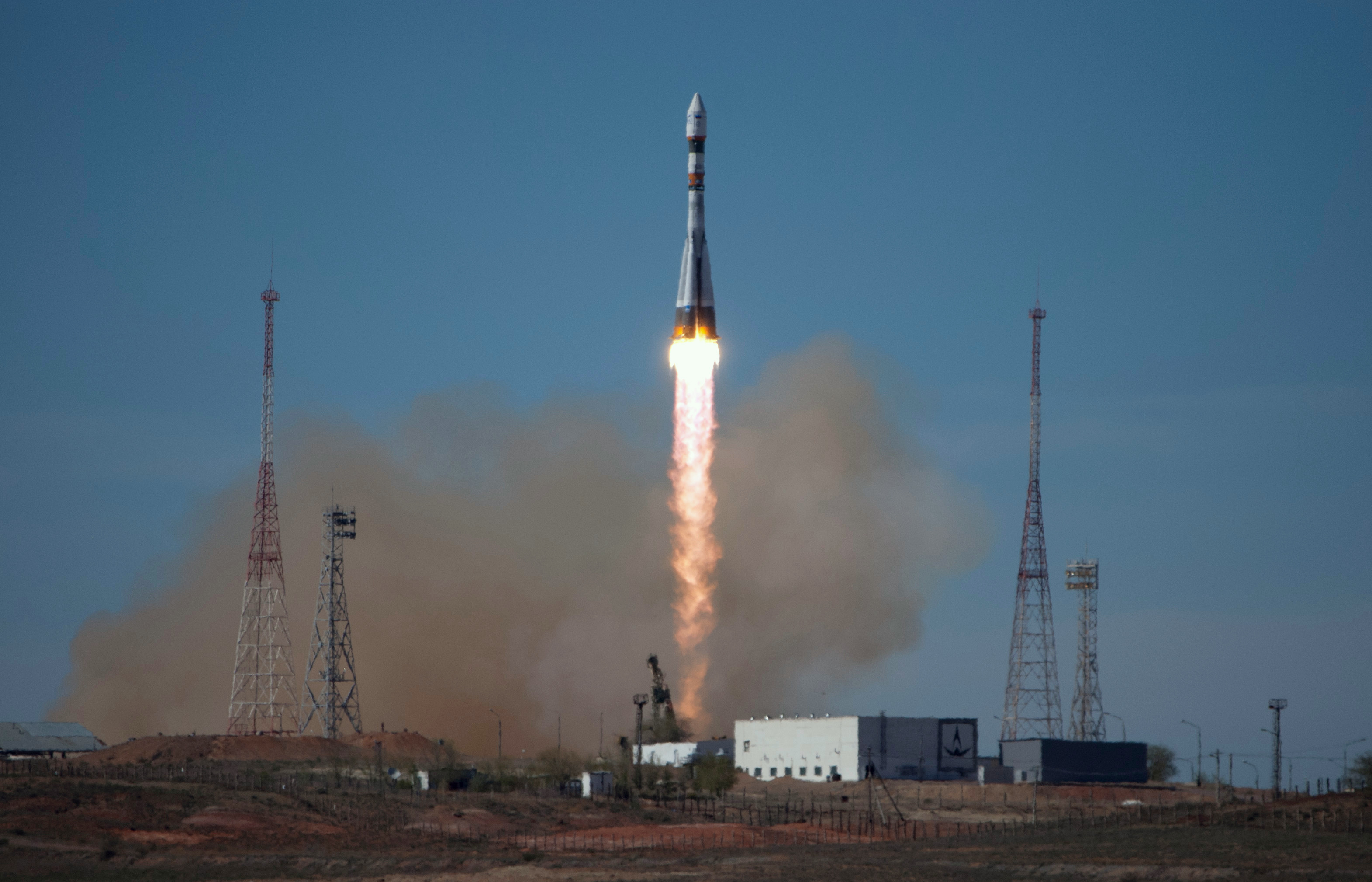
一枚攜帶了BION-M1太空實驗艙（俄语：Бион-М №1）與其他小型人造衛星的聯合2-1a火箭（俄语：Союз-2 (семейство ракет-носителей)）於2013年4月19日從拜科努爾31號發射台發射
太空人訓練中心
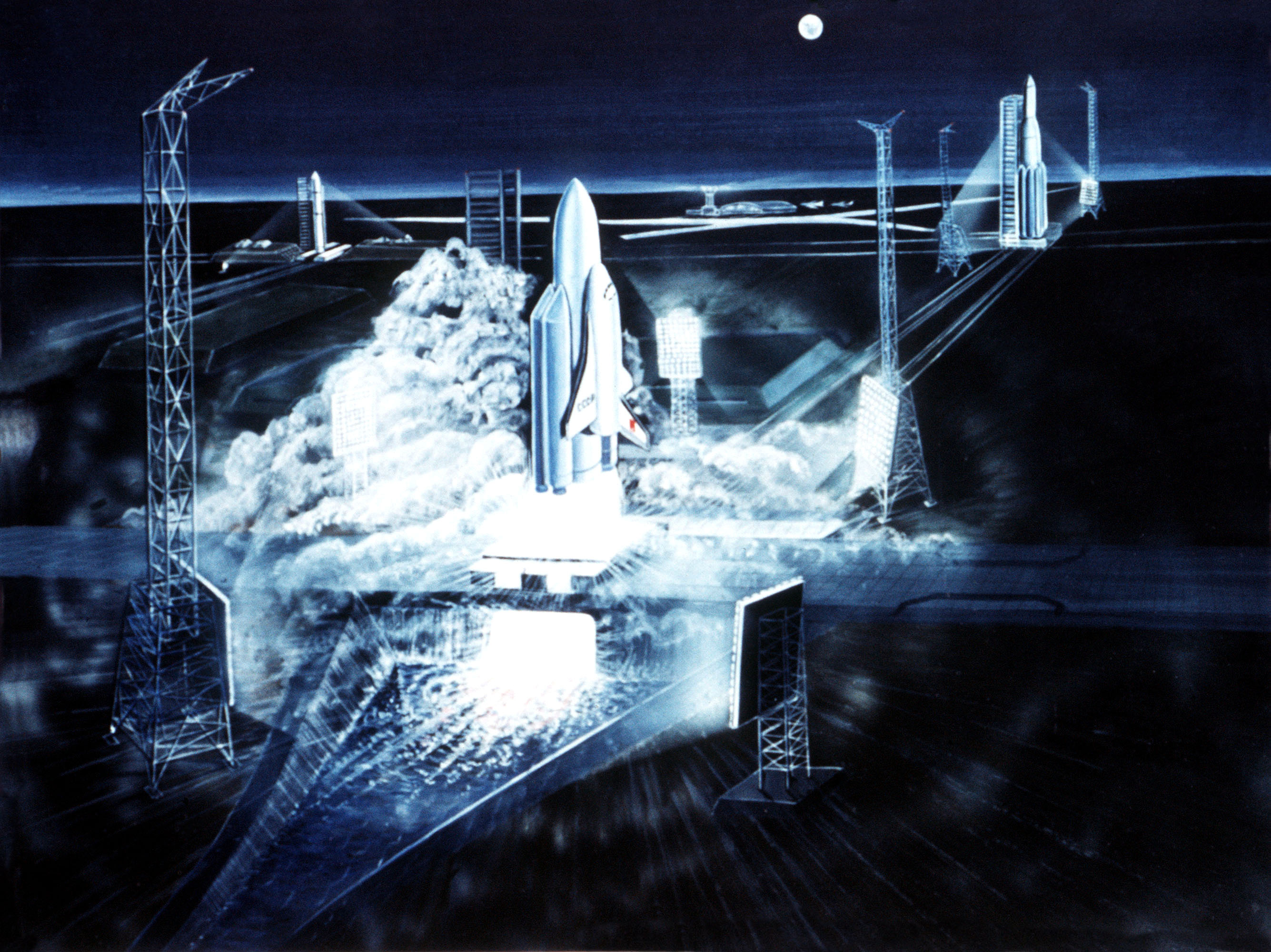
暴風雪計畫
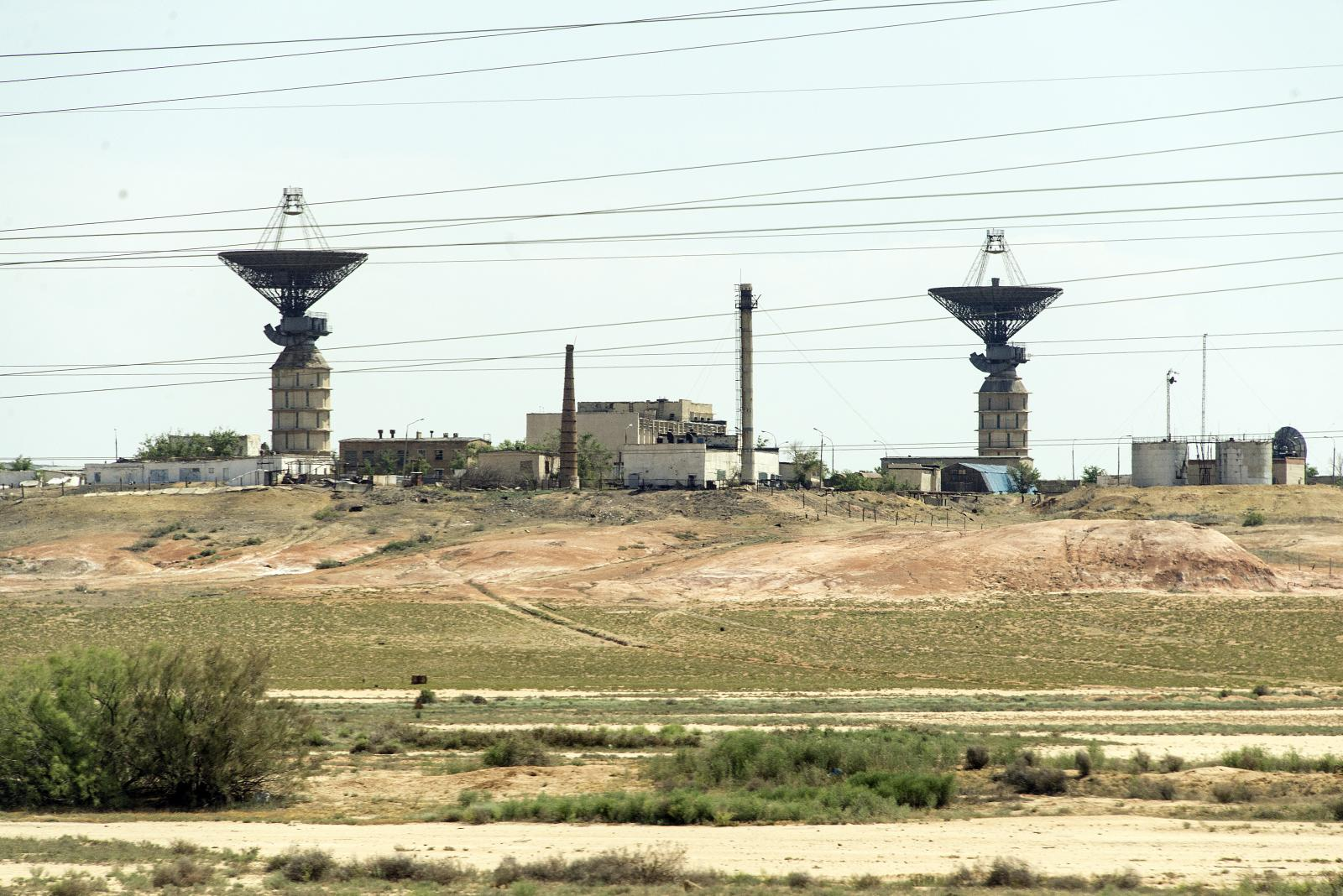
雷達站
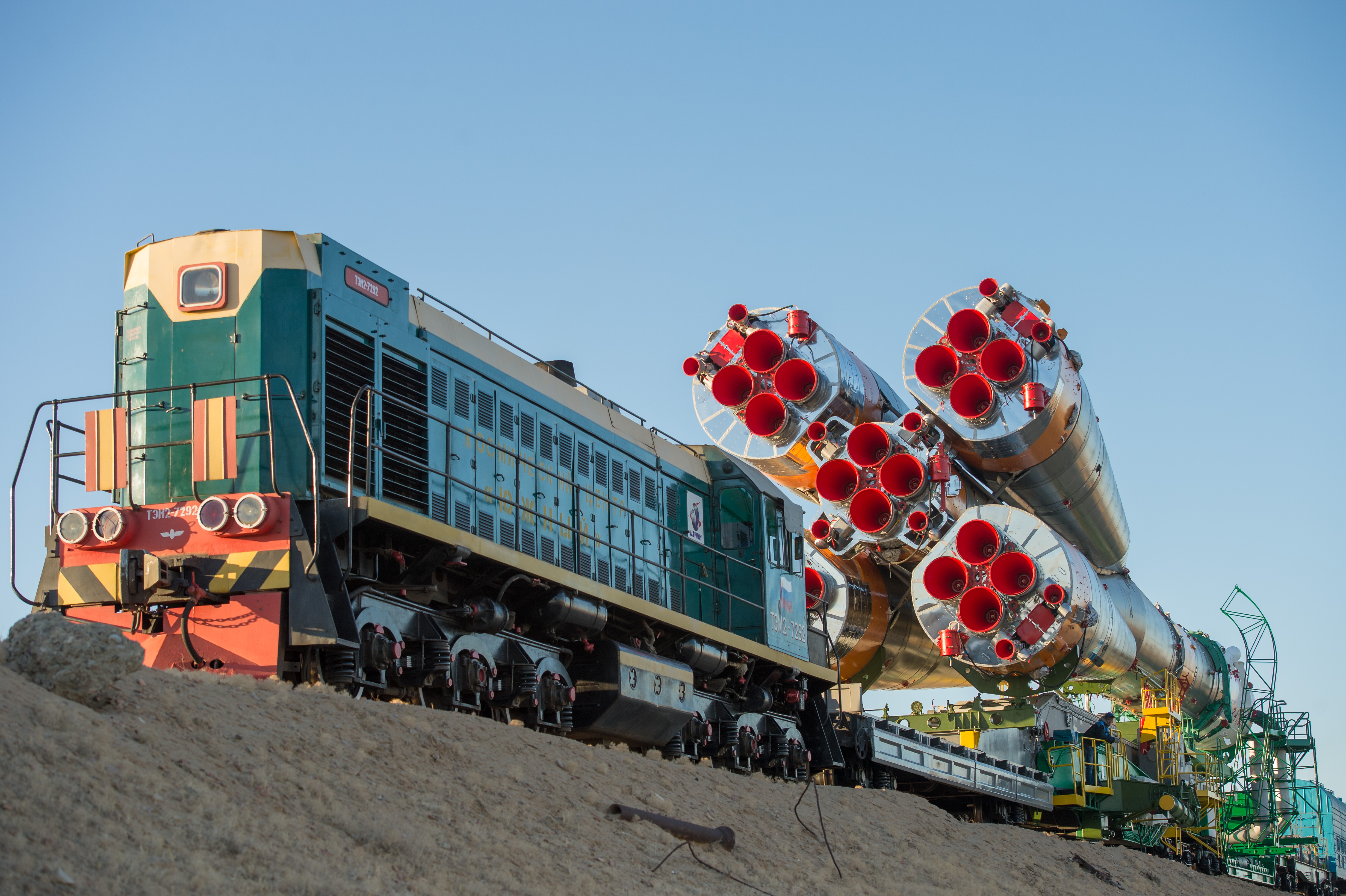
火箭運輸車
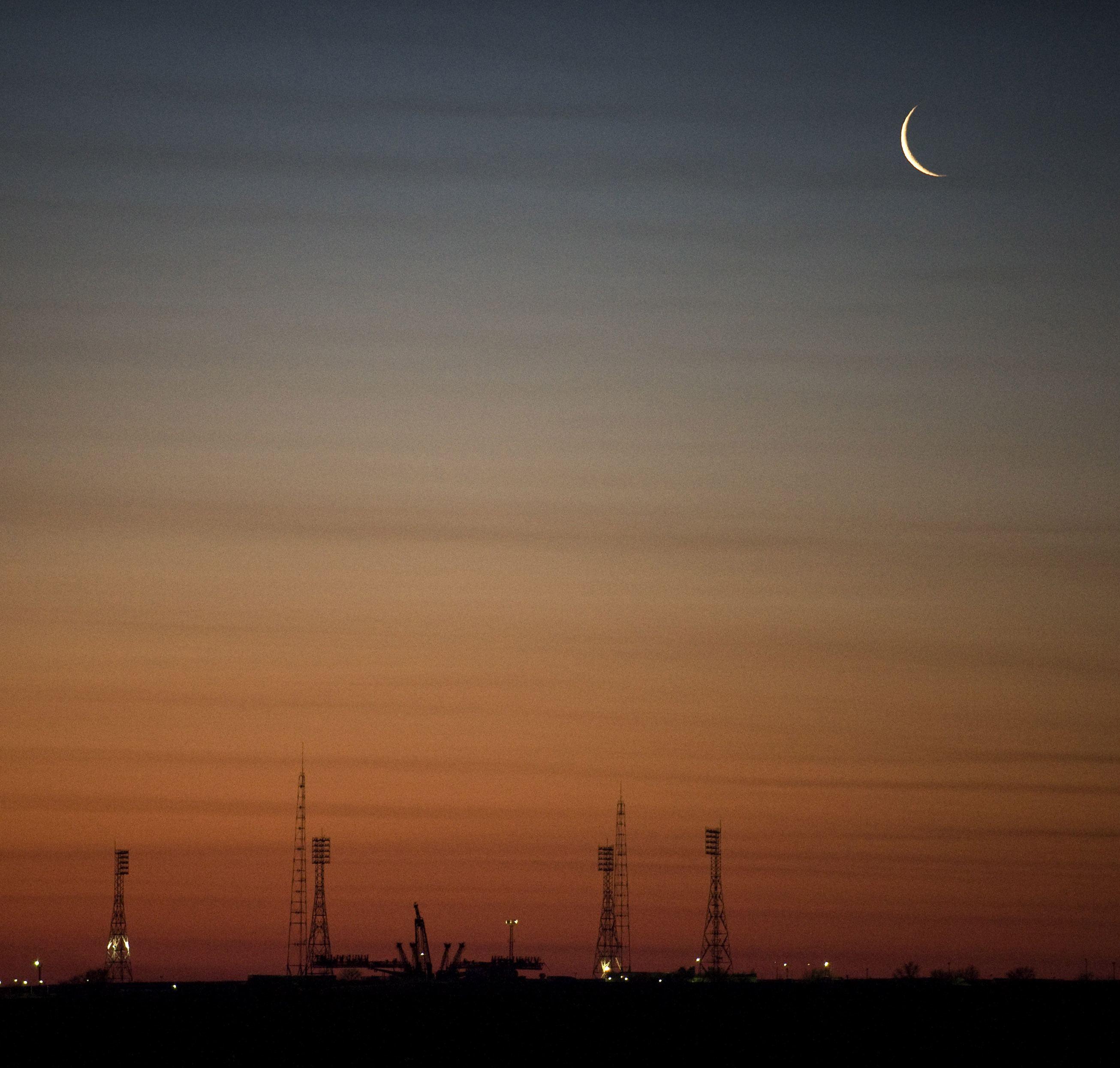
黎明時分的拜科努爾發射場

## 流行文化
- 在第一人称射击游戏中，玩家會接受美國總統约翰·肯尼迪的任務前往拜科努爾航天發射場，破壞蘇聯準備發射升空的聯盟2號火箭，並且消灭苏联激进分子和投降苏联的纳粹科学家。

- 在美国艺电2003年发布的即时战略游戏《命令与征服-将军》中，全球伊斯兰恐怖组织GLA（全球解放军）的最终任务即发生在拜科努尔航天发射场及其周边地区。玩家的任务是率领GLA游击队消灭驻守此地的美军和中国人民解放军，从而夺取发射场的控制中心和联盟型运载火箭。任务完成后，GLA为联盟式火箭安装了炭疽弹头，用其向某未指明的中亚城市发动了生化袭击，造成重大平民死伤，引起世界恐慌。

## 參閱
- 拜科努爾
- 太空探索
- 太空競賽
- 苏联太空计划
- Roscosmos（俄羅斯聯邦太空局 / 俄羅斯航太國有公司）

## 外部連結
- 拜科努爾官網 (Описание, план, фотографии Байконура)（页面存档备份，存于） （俄文）
- 拜科努爾歷史(История Байконура) （俄文）
- 拜科努爾天氣預報(天氣預報表)(Погода Байконура (Расписание Погоды)} （页面存档备份，存于） （俄文）
- RussianSpaceWeb.com on Baikonur （英文）
- Reuters article on Test firing of ss-19 Missile, Oct. 22, 2008 （页面存档备份，存于） （英文）